# Audi A3 8V
Der Audi A3 (interne Typbezeichnung 8V) war die von 2012 bis 2020 erhältliche dritte Generation des A3, der Audis Modell der Kompaktklasse darstellt. Die Abmessungen des A3 haben sich gegenüber dem Vorgängermodell Audi A3 8P kaum geändert.

## Modellgeschichte
Das Fahrzeug wurde am 6. März 2012 auf dem Genfer Auto-Salon als Dreitürer vorgestellt. Vorab wurde auf der Consumer Electronics Show 2012 (CES) der Innenraum gezeigt.
Der Marktstart des Dreitürers erfolgte am 24. August 2012. Der fünftürige Sportback ist seit 15. Februar 2013 in Deutschland verfügbar, die formale Premiere fand auf der Mondial de l’Automobile 2012 statt. Am 27. März 2013 zeigte Audi die Stufenhecklimousine im Rahmen einer Online-Sneak-Preview, die ihre formale Messepremiere auf der New York International Auto Show (NYIAS) hatte und seit Ende August 2013 im Handel ist. Auf der IAA 2013 wurde das A3 Cabriolet vorgestellt, das im Frühjahr 2014 bei den Händlern erschien.
Im April 2016 wurde ein Facelift für das Fahrzeug vorgestellt.

## Produktion

### Bauzeit
- Dreitürige Kombilimousine: Mai 2012 bis September 2017
- Fünftürige Kombilimousine (Sportback): September 2012 bis Februar 2020
- Viertürige Stufenhecklimousine (Limousine): Mai 2013 bis Februar 2020
- Cabriolet: Januar 2014 bis Februar 2020

### Produktionsort
Der Audi A3 8V wurde an zwei Standorten gefertigt: Die Drei- und Fünftürer in Ingolstadt, die Limousine und das Cabriolet bei Audi Hungária in Győr.

## Technik und Ausstattung

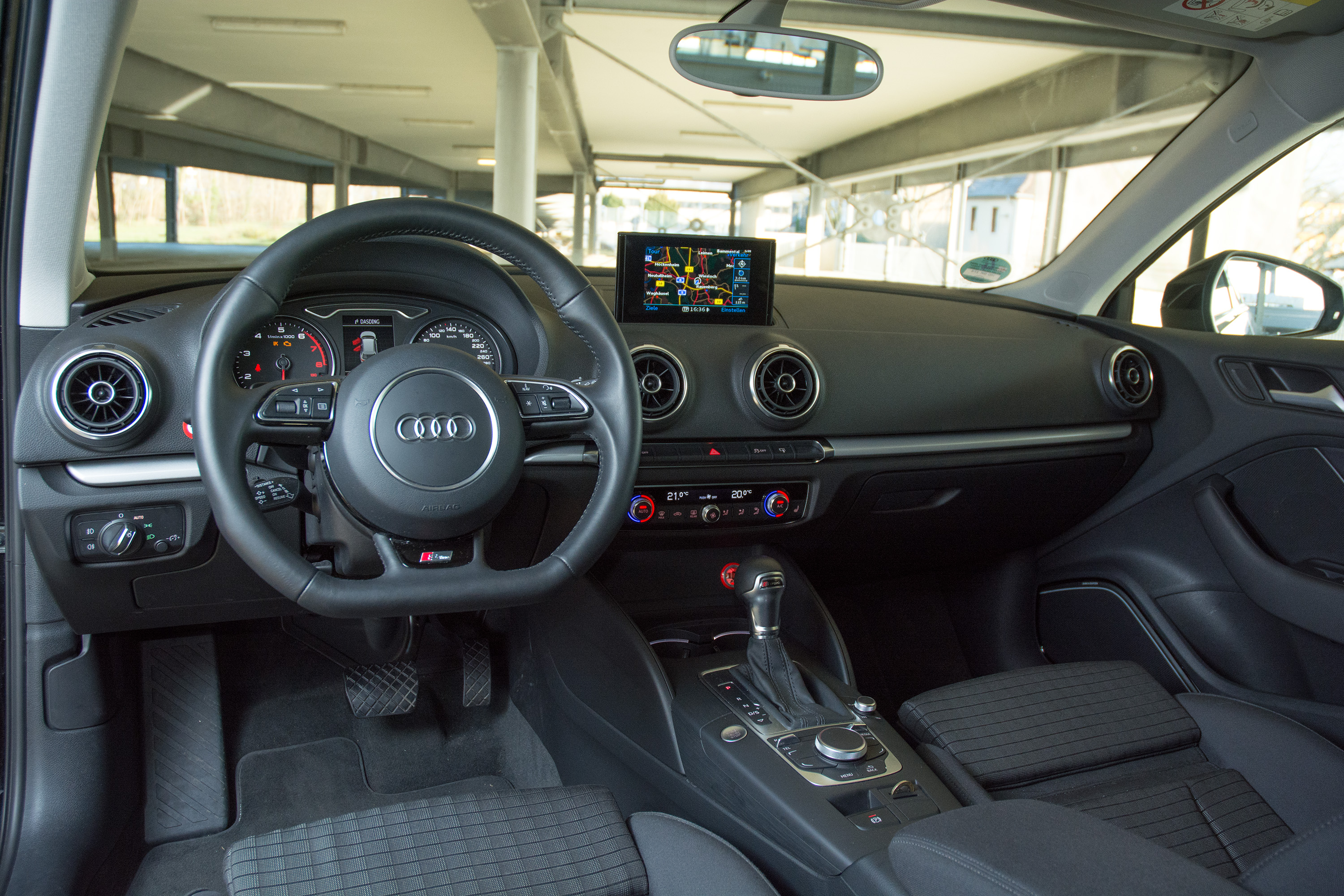
Interieur

Alle Motoren sind mit Turboladern ausgestattet. Der Audi A3 und der Golf VII sind die ersten beiden Modelle des Volkswagen-Konzerns, die auf dem Modularen Querbaukasten (MQB) basieren; inzwischen basieren zahlreiche weitere Modelle ebenfalls auf dem MQB.
Eine Neuheit beim Dreitürer stellt das Panorama-Glasschiebedach dar. Generell neu beim A3 sind die Heckleuchten mit mehr als den Schlussleuchten in LED-Technik in Verbindung mit Xenon- oder LED-Scheinwerfern, die elektronische Parkbremse und der Komfortschlüssel.

### Infotainment
Mit dem A3 8V führte Audi einige Neuerungen in die Kompaktklasse ein, so zum Beispiel das Navigations-/Fahrzeugbediensystem Audi MMI mit in den Dreh-/Drück-Steller integriertem Touchpad. Ebenfalls neu ist die sogenannte Audi phone box – ein Fach in der Mittelarmlehne, in welches das Mobiltelefon gelegt werden kann, woraufhin drahtlos eine Verbindung zur Fahrzeugdachantenne für besseren Empfang hergestellt wird. Gleichzeitig soll damit die Strahlung der Telefonantenne im Innenraum stark reduziert werden. Die Verbindung zu einer Außenantenne war bisher nur über eine entsprechende Mobiltelefonaufnahmeschale möglich. Erstmals im A3 steht außerdem ein elektrisch versenkbarer Bildschirm des Radio-/Navigationssystems zur Verfügung. Auf diesem können auch die Einstellungen des Audi drive select eingesehen werden – das heißt die individuellen Fahrzeugeinstellungen in Richtung Dynamic (sportlich), Efficiency (spritsparend), Comfort (komfortabel) oder Individual (Individuell separate Einstellungen für Lenkwiderstand, Motorenansprechverhalten und Adaptive Cruise Control wenn verbaut).

### Fahrerassistenzsysteme
Ebenfalls gegen Aufpreis gibt es weitere Fahrerassistenzsysteme wie einen Abstandsregeltempomaten, einen Spurwechselassistenten, einen aktiven Spurhalteassistenten oder dynamisches Kurvenlicht mit gleitender Leuchtweitenregulierung.

### Ausstattungsvarianten
Attraction
Das Basismodell hat 16″-Stahlräder (Cabriolet, Stufenhecklimousine: 16″-Aluminium-Gussräder), Vier-Speichen-Lenkrad, normale Sitze mit Stoffbezügen sowie Höheneinstellung für die Vordersitze. Außerdem eine elektromechanische Parkbremse und Servolenkung.
Ambition
Bei Ambition sind 225 mm breite Reifen auf 17″-Aluminiumrädern montiert, die Karosserie ist um 15 mm tiefergelegt. Ferner enthält diese Ausstattung einen sportlichen Innenraum wie Leder-Sportlenkrad im 3-Speichen-Design und Sportsitze vorne sowie Einstiegsleisten mit Aluminiumeinlagen.
Ambiente
Die Variante Ambiente hat 16″-Aluminiumräder und ist mit Lederlenkrad im Vier-Speichen-Design, Mittelarmlehne vorn mit Staufach, diversen zusätzlichen Ablagen, Licht-/Regensensor, Fahrer-Informations-System (FIS) sowie Tempomat ausgestattet.
S line
Im S line Sportpaket sind enthalten spezielle 18"-Aluminiumräder, Leder-Sportlenkrad im Drei-Speichen-Design inklusive Schalt- bzw. Wählhebelknauf in Leder, Ledersportsitze mit S-line-Prägung und ein schwarzer Dachhimmel, des Weiteren eine um 25 mm statt 15 mm tiefergelegte Karosserie. Außerdem ist der Schriftzug „S line“ in den Einstiegsleisten angebracht.
Seit dem Facelift im Juni 2016 gibt es neue Ausstattungslinien (vgl. Audi A4). Die bisherigen Varianten Attraction, Ambition und Ambiente wurden ersetzt durch die Linien A3 (Basis), A3 sport und A3 design.
A3
Die Grundausstattung beinhaltet Xenon, Adaptives Bremslicht, Start-Stopp-System, Lenkrad im 3-Speichen-Design, Klimaanlage manuell und 16″-Stahlräder.
A3 sport
Die sportlich orientierte Ausstattungslinie umfasst u. a. ein Multifunktionslederlenkrad im 3-Speichen-Design, 17″-Aluminiumräder, Sportfahrwerk, Sportsitze vorn sowie drive select.
A3 design
Die gehobenere Linie umfasst u. a. ein Multifunktionslederlenkrad im 3-Speichen-Design, 17″-Aluminiumräder, Mittelkonsole mit Kunstlederbezug und das Licht- und Glanzpaket.

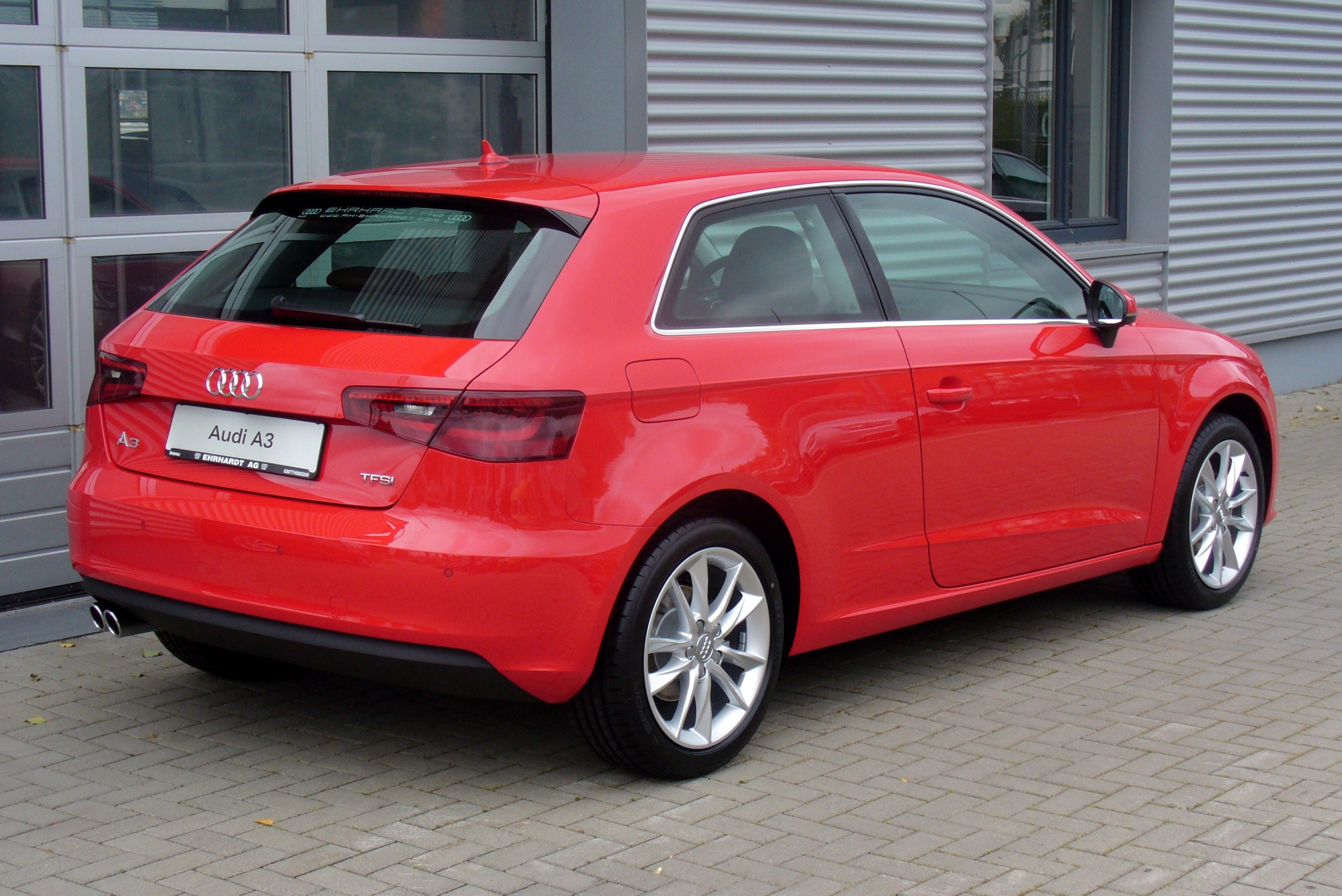
Heckansicht (2012–2016)
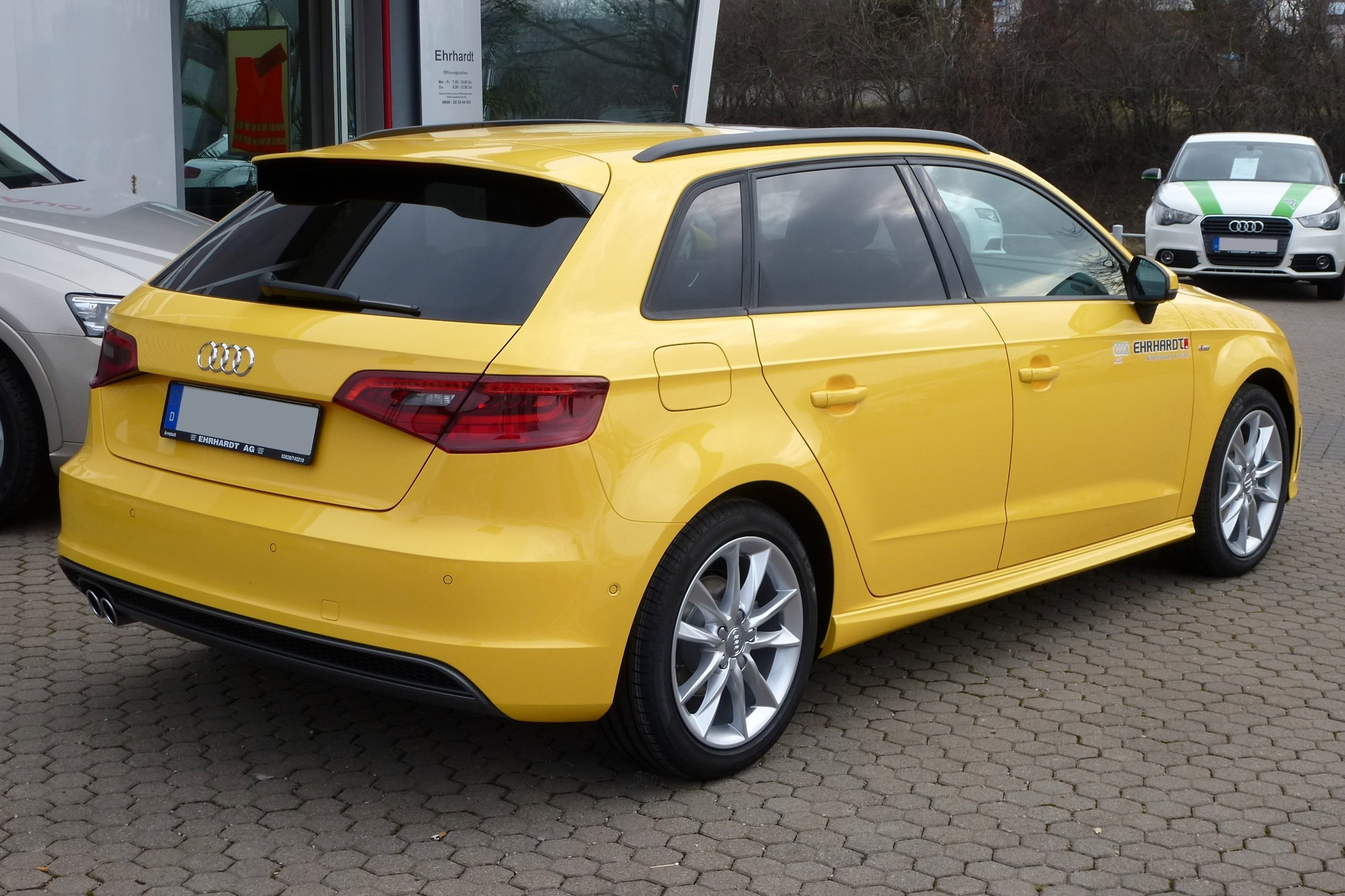
Audi A3 Sportback (2012–2016)
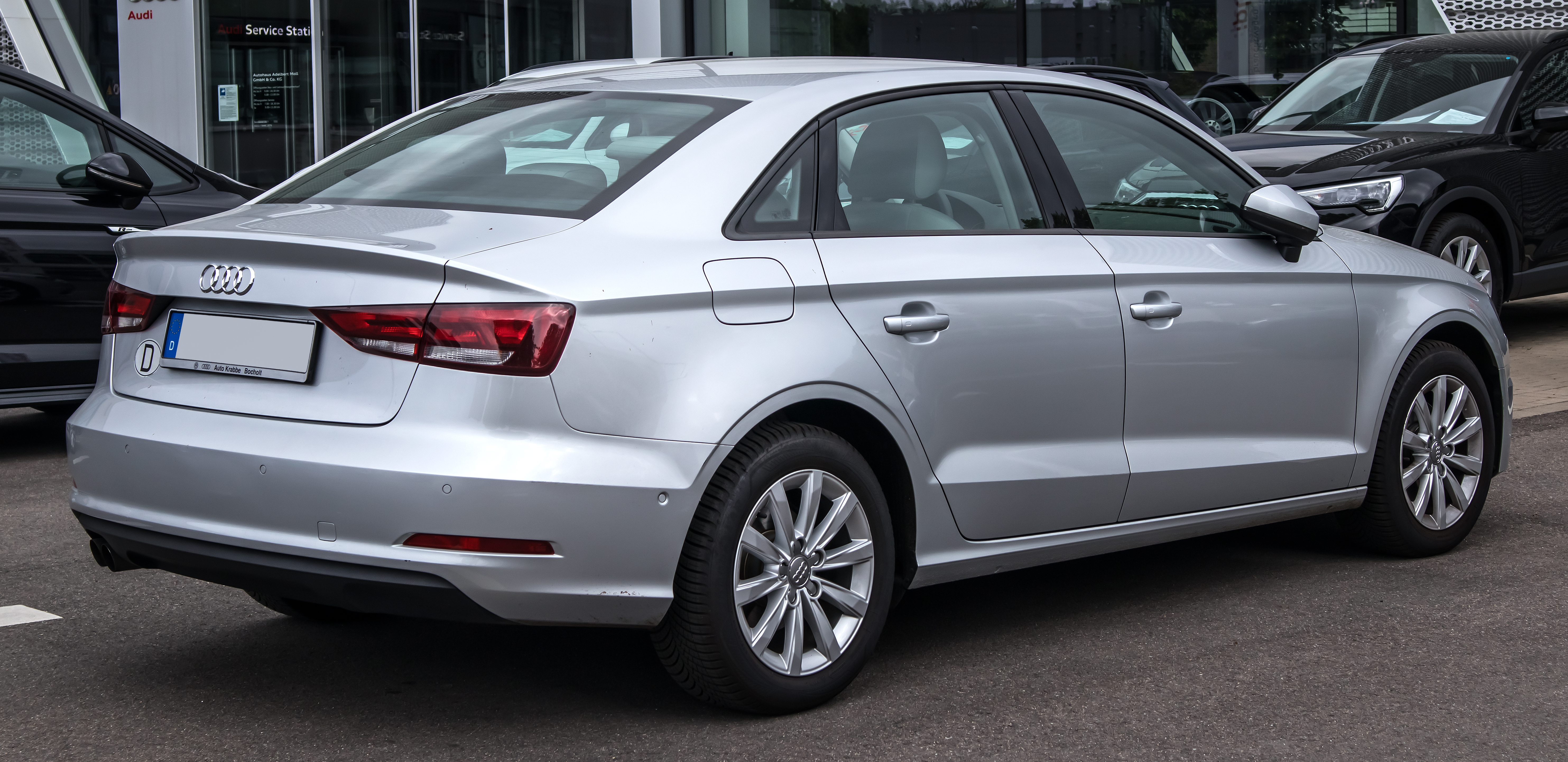
Audi A3 Limousine (2013–2016)
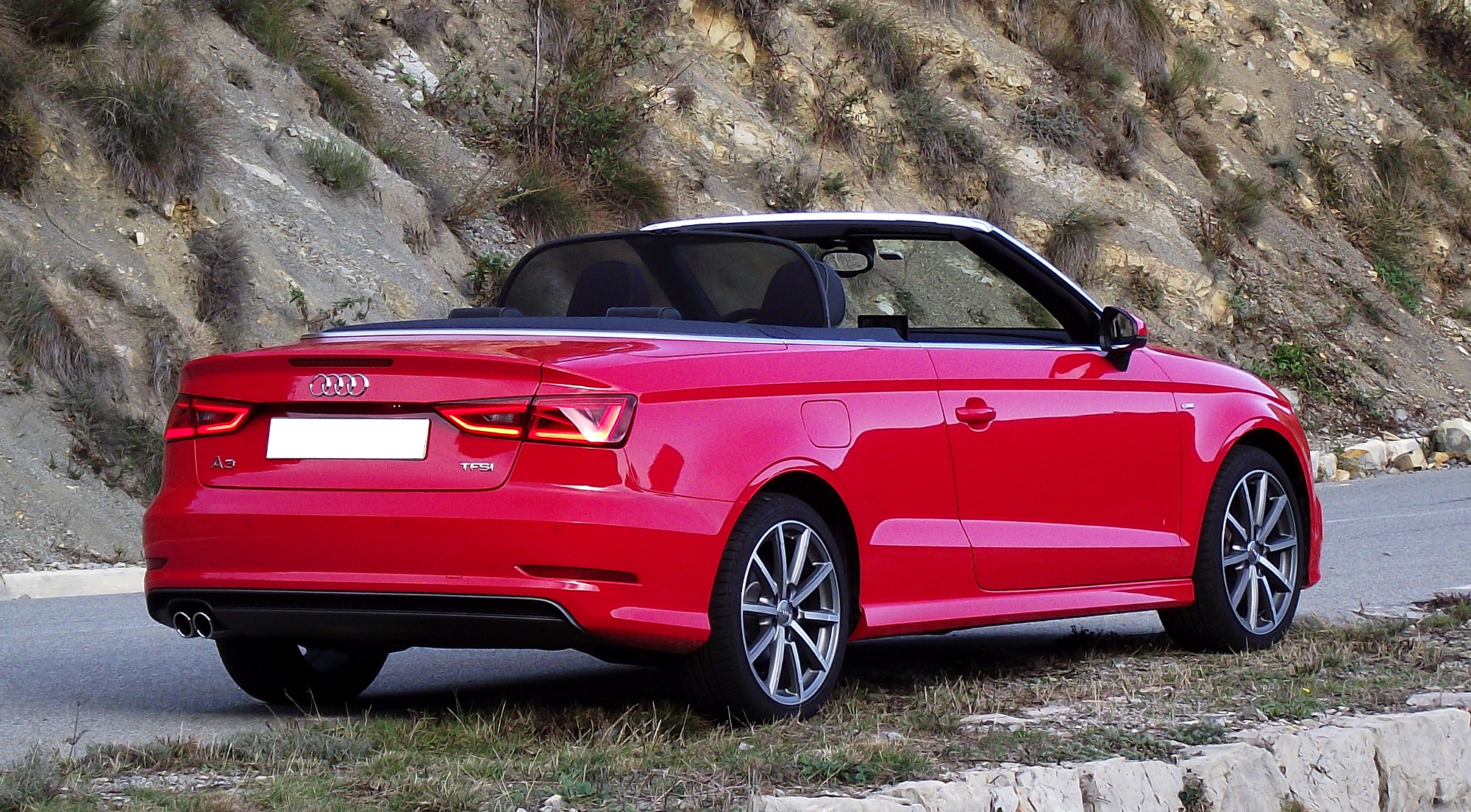
Audi A3 Cabriolet (2014–2016)

## Motoren
Angeboten wurden zunächst ein 1,4-Liter-Ottomotor mit Benzindirekteinspritzung (TFSI) mit 90 kW (122 PS) maximaler Leistung und der leistungsstärkere 1,8-Liter-Ottomotor mit Doppelkupplungsgetriebe (S tronic) und einer maximalen Leistung von 132 kW (180 PS). Die niedrigste Leistungsstufe des 2,0-Liter-Dieselmotor mit Turboaufladung und Common-Rail-Einspritzung (TDI) leistet jetzt maximal 110 kW (150 PS). Seit August 2012 wird der 1.6 TDI mit 77 kW (105 PS) maximaler Leistung, einem kombinierten Kraftstoffverbrauch von 3,9 Litern Diesel auf 100 Kilometern und 99 g/km CO2-Ausstoß angeboten.
Seit Februar 2013 ist weiterhin ein Ottomotor mit Zylinderabschaltung (1.4 TFSI COD), 103 kW (140 PS) maximaler Leistung und einem maximalen Drehmoment von 250 Nm bei 1500 bis 3500/min erhältlich.
Seit Februar 2014 ist für die Fünftürer-Variante (Sportback) der Ottomotor 1.4 TFSI auch mit Erdgasantrieb (g-tron) und einer maximalen Leistung von 81 kW (110 PS) erhältlich.
Seit November 2014 gibt es die fünftürige Kombilimousine Sportback auch als Plug-in-Hybrid (e-tron) mit 1,4-Liter-Otto- (110 kW) und Elektromotor (75 kW). Dieser hat laut Werksangaben eine Reichweite von bis zu 50 km rein elektrisch, die Gesamtreichweite mit Verbrennungsmotor beträgt bis zu 940 km.
Nach dem Entfall des 1,4-Liter-Ottomotors mit Erdgasantrieb (1.4 TFSI g-tron) gibt es seit März 2019 einen ebensolchen mit 1,5 Liter Hubraum und maximaler Leistung von 96 kW (131 PS) (1.5 TFSI g-tron).

## Modellpflege
Im April 2016 hat Audi eine Modellpflege der A3- und S3-Modelle für den Sommer 2016 angekündigt. Neben optischen Änderungen an der Karosserie, den Scheinwerfern und den Heckleuchten sind seitdem weitere Assistenzsysteme, das Audi smartphone interface und das Audi virtual cockpit verfügbar. Außerdem gibt es beim A3 erstmals ein beheizbares Lenkrad sowie einen Fahrersitz mit Massagefunktion. Xenon-Scheinwerfer gehören zur Serienausstattung; sie lösen die Halogen-Scheinwerfer ab. Alternativ kann man Voll-LED-Scheinwerfer oder Matrix-LED-Scheinwerfer ordern. Audi bietet auch überarbeitete Motoren an. Außerdem wurde die Beleuchtung der Bedienelemente von rot auf weiß geändert. Die Bezeichnungen der Ausstattungsvarianten wurden durch neue Bezeichnungen ersetzt (vgl. Audi A4).

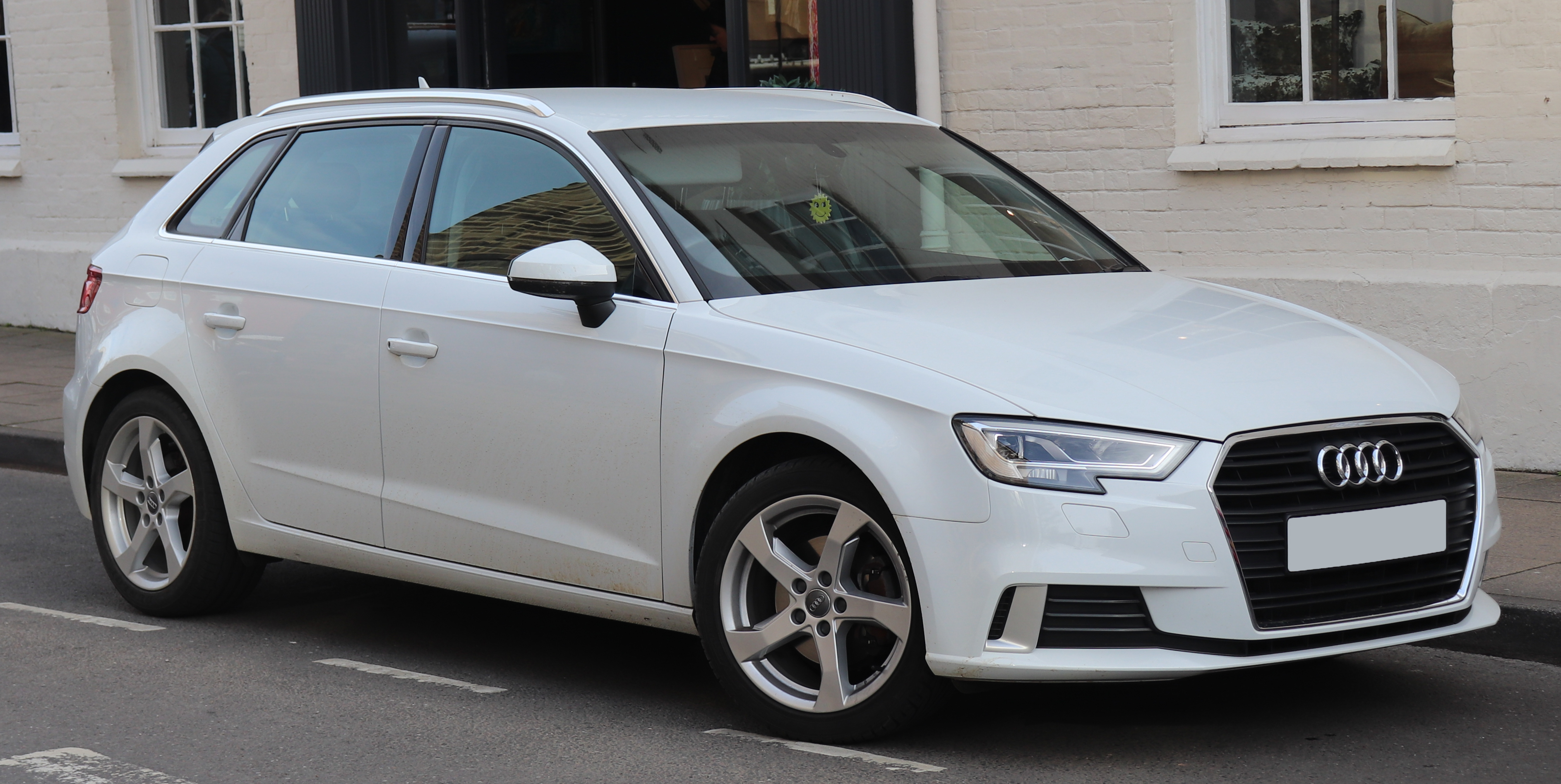
Audi A3 Sportback (2016–2020)
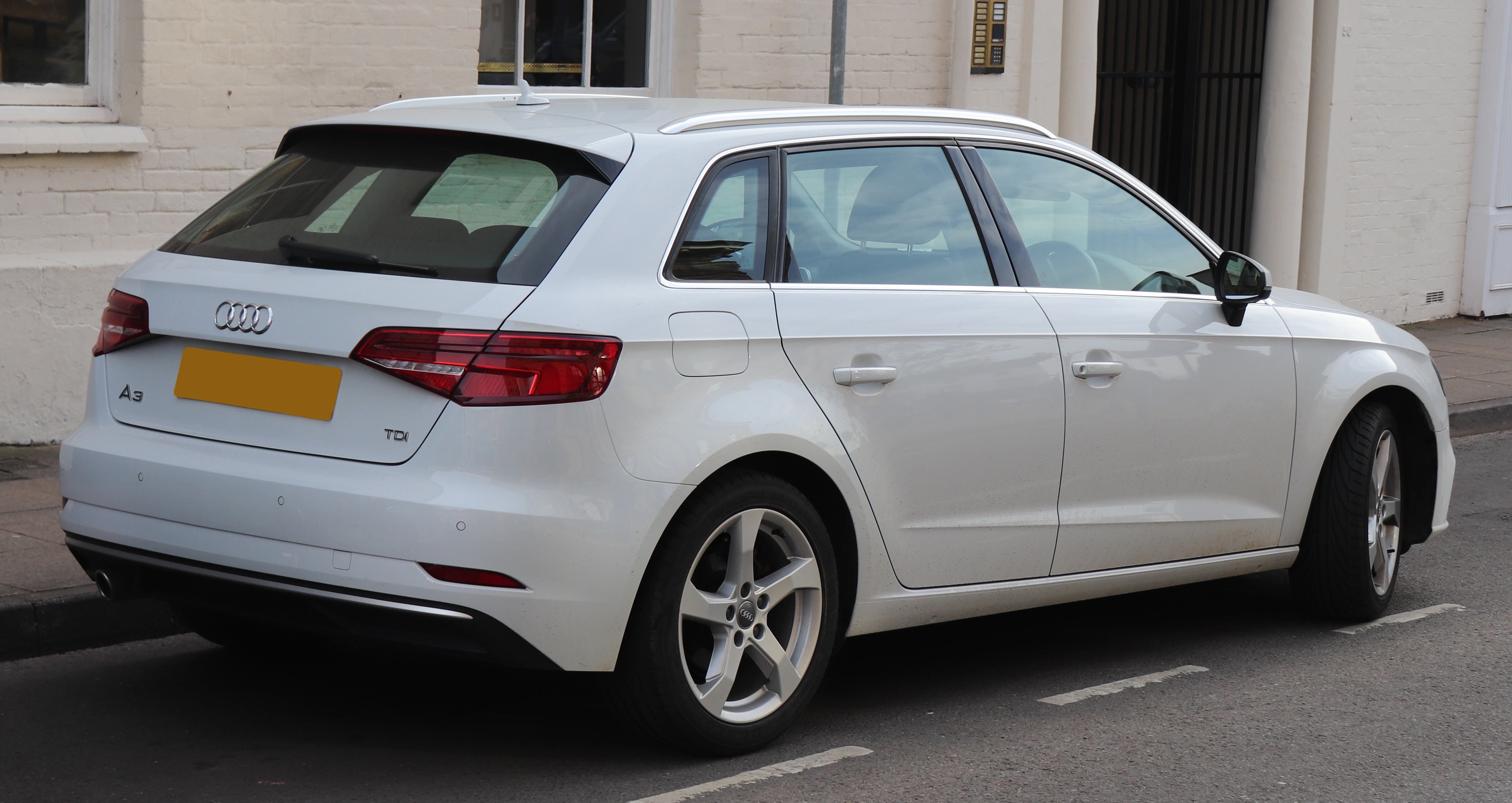
Heckansicht
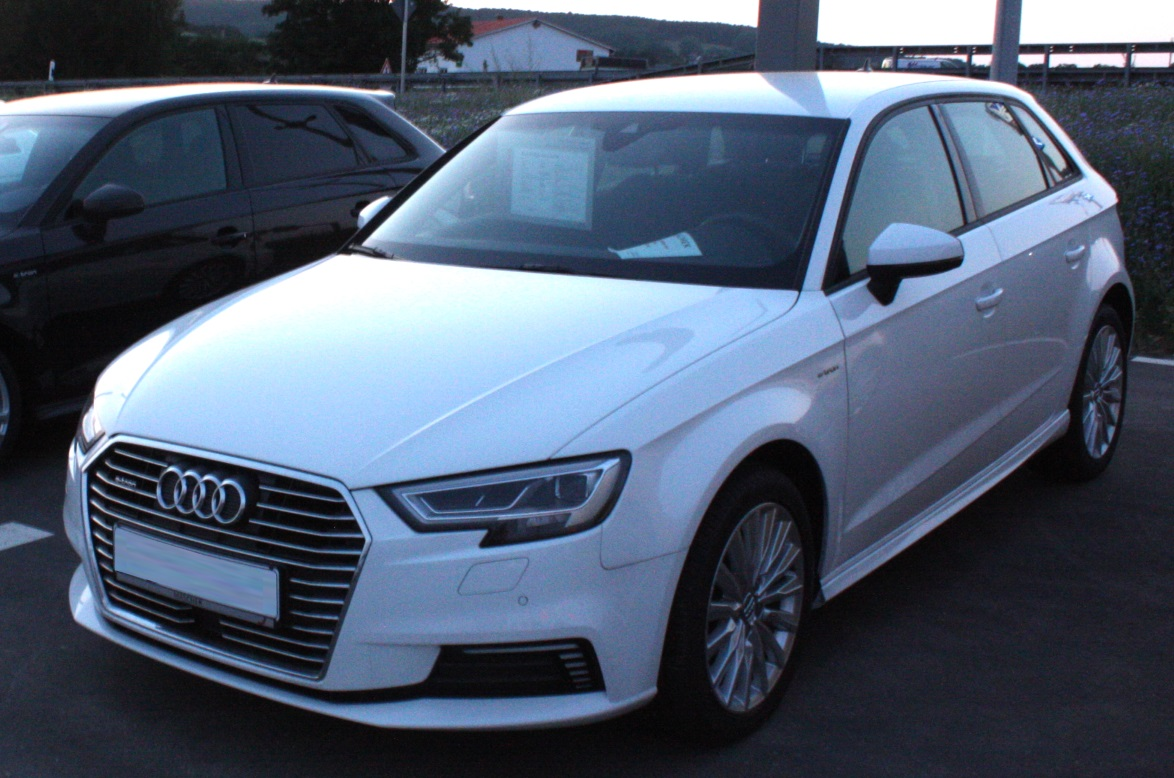
Audi A3 e-tron (2016–2018)

## Audi A3 Limousine
Die A3 Limousine ist die Stufenheckvariante des Fahrzeugs. In den USA spricht man von einem sedan, im Vereinigten Königreich von einem saloon. Das Automobil ist um 24 Zentimeter kürzer als der Audi A4; der Motor wird wie auch bei den anderen Karosserievarianten quer und nicht wie beim A4 längs eingebaut.
Den Audi A3 Limousine gibt es mit allen Ottomotoren von 1.0 TFSI bis 2.5 TFSI (RS3), mit Ausnahme des 1.2 TFSI.

## Audi A3 e-tron

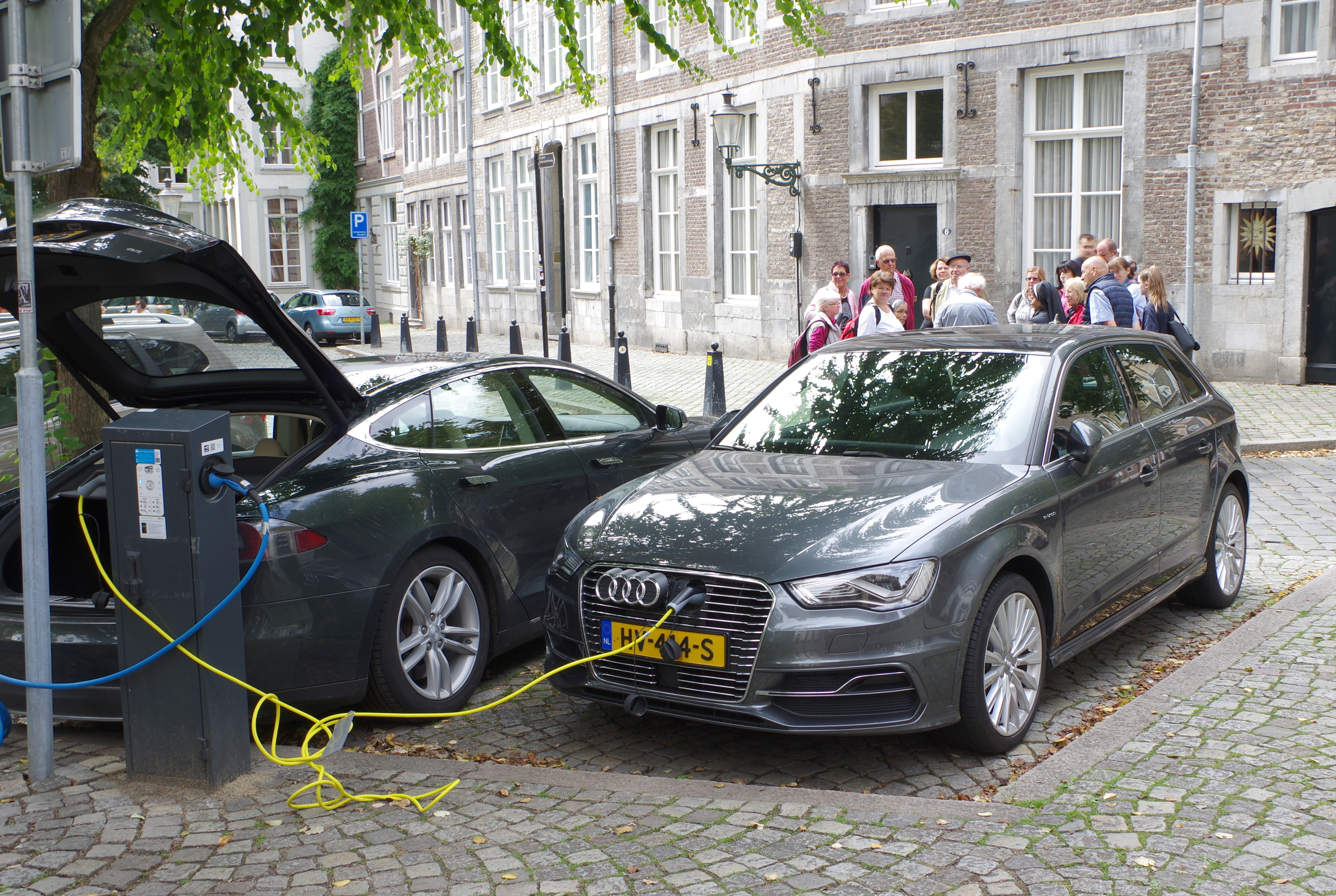
Audi A3 e-tron an einer Ladestation in Maastricht

Der im November 2014 eingeführte Audi A3 Sportback e-tron ist ein Kompaktwagen mit serienmäßigem Plug-in-Hybridantrieb. Er hat einen kombinierten Antrieb aus Verbrennungs- und Elektromotor. Der 1,4-Liter-Ottomotor mit Benzindirekteinspritzung (TFSI) hat eine maximale Leistung von 110 kW (150 PS), und arbeitet über eine Kupplung mit dem Elektromotor zusammen, der über eine Leistung von 75 kW (102 PS) verfügt. Der scheibenförmige Elektromotor ist in eine neu konzipierte 6-Gang S-tronic integriert. Beide Antriebe ergänzen sich, die Systemleistung des A3 beträgt 150 kW (204 PS). Der Elektromotor hat das maximale Drehmoment (330 Nm) vom Start weg bis ca. 2000/min, der Ottomotor erreicht im Bereich von 1750 bis 4000/min sein höchstes Drehmoment von 250 Nm. Das Systemdrehmoment beträgt 350 Newtonmeter.
Die Lithium-Ionen-Batterie mit 8,8 kWh bzw. 7,0 kWh (Brutto/Netto) Kapazität sitzt geschützt unter Rücksitzbank und Laderaumboden. Der Kofferraum und der Kraftstofftank des Audi A3 Sportback e-tron ist deshalb etwas kleiner. Der Kofferraum hat ein Volumen von 280 Liter und der Tank ist 40 Liter groß.
Die Batterie kann an üblichen Haushaltssteckdosen in ca. 3:45 Stunden voll aufgeladen werden. Rein elektrisch ist eine Reichweite von bis zu 50 Kilometer möglich. Der kombinierte Kraftstoff-Normverbrauch liegt bei 1,5–1,7 l/100 km (Strom 114,0–124,0 Wh/km), die maximale Reichweite beträgt bis zu 940 Kilometer.
Im Modelljahr 2019 war der A3 e-tron aufgrund der WLTP-Umstellung nicht mehr erhältlich. Im November 2018 verkündete Audi das offizielle Ende der Produktion.
Seit Oktober 2019 ist der Audi A3 e-tron wieder auf dem europäischen Markt verfügbar.

## A3 Clubsport quattro concept
Zum GTI-Treffen im Jahr 2014 wurde von Audi ein Konzeptfahrzeug auf Basis der S3 Limousine gebaut. Der A3 clubsport quattro concept hat einen 2,5-Liter-Turbo-Reihenfünfzylinder mit 386 kW maximaler Leistung.

## Technische Daten

### NEFZ-Fahrzyklus bis 2018

#### Ottomotoren
|                                            | g-tron (1)                        | 1.0 TFSI                  | 1.2 TFSI (2)          | 1.2 TFSI (2)              | 1.4 TFSI (3)              | 1.4 TFSI (2)              | 1.4 TFSI                  | 1.4 TFSI COD          | 1.4 TFSI COD ultra         | 1.5 TFSI COD               |
| ------------------------------------------ | --------------------------------- | ------------------------- | --------------------- | ------------------------- | ------------------------- | ------------------------- | ------------------------- | --------------------- | -------------------------- | -------------------------- |
| Bestellzeitraum                            | 02/2014– 08/2018                  | 05/2016– 08/2018          | 01/2013– 04/2014      | 04/2014– 04/2016          | 02/2016– 08/2018          | 05/2012– 04/2014          | 07/2013– 04/2016          | 02/2013– 04/2016      | 04/2014– 04/2017           | 05/2017–08/2018            |
| Motorbaureihe                              | VW EA211                          | VW EA211                  | VW EA211              | VW EA211                  | VW EA211                  | VW EA211                  | VW EA211                  | VW EA211              | VW EA211                   | VW EA211 evo               |
| Motorkennbuchstaben                        | CPWA                              | CHZD                      | CJZA                  | CYVB                      | CZCC                      | CMBA, CXSA                | CXSB, CZCA                | CPTA                  | CUKB, CZEA                 | DADA                       |
| Motorart                                   | Ottomotor                         | Ottomotor                 | Ottomotor             | Ottomotor                 | Ottomotor                 | Ottomotor                 | Ottomotor                 | Ottomotor             | Ottomotor                  | Ottomotor                  |
| Motorbauart                                | Reihenbauart                      | Reihenbauart              | Reihenbauart          | Reihenbauart              | Reihenbauart              | Reihenbauart              | Reihenbauart              | Reihenbauart          | Reihenbauart               | Reihenbauart               |
| Gemischaufbereitung                        | Direkteinspritzung                | Direkteinspritzung        | Direkteinspritzung    | Direkteinspritzung        | Direkteinspritzung        | Direkteinspritzung        | Direkteinspritzung        | Direkteinspritzung    | Direkteinspritzung         | Direkteinspritzung         |
| Motoraufladung                             | Turbolader                        | Turbolader                | Turbolader            | Turbolader                | Turbolader                | Turbolader                | Turbolader                | Turbolader            | Turbolader                 | Turbolader                 |
| Nockenwellenantrieb                        | Zahnriemen                        | Zahnriemen                | Zahnriemen            | Zahnriemen                | Zahnriemen                | Zahnriemen                | Zahnriemen                | Zahnriemen            | Zahnriemen                 | Zahnriemen                 |
| Zylinder/Ventile                           | 4/16                              | 3/12                      | 4/16                  | 4/16                      | 4/16                      | 4/16                      | 4/16                      | 4/16                  | 4/16                       | 4/16                       |
| Hubraum                                    | 1395 cm³                          | 999 cm³                   | 1197 cm³              | 1197 cm³                  | 1395 cm³                  | 1395 cm³                  | 1395 cm³                  | 1395 cm³              | 1395 cm³                   | 1498 cm³                   |
| max. Leistung bei min−1                    | 81 kW (110 PS)/ 4800–6000         | 85 kW (115 PS)/ 5000–5500 | 77 kW (105 PS)/ 5000  | 81 kW (110 PS)/ 4600–5600 | 85 kW (116 PS)/ 5000–6000 | 90 kW (122 PS)/ 5000–6000 | 92 kW (125 PS)/ 5000–6000 | 103 kW (140 PS)/ 5000 | 110 kW (150 PS)/ 5000–6000 | 110 kW (150 PS)/ 5000–6000 |
| max. Drehmoment bei min−1                  | 200 Nm/ 1500–3500                 | 200 Nm/ 2000–3500         | 175 Nm/1400–4000      | 175 Nm/1400–4000          | 200 Nm/ 1400–3500         | 200 Nm/1400–4000          | 200 Nm/1400–4000          | 250 Nm/1500–3500      | 250 Nm/1500–3500           | 250 Nm/1500–3500           |
| Antriebsart, Serie                         | Frontantrieb                      | Frontantrieb              | Frontantrieb          | Frontantrieb              | Frontantrieb              | Frontantrieb              | Frontantrieb              | Frontantrieb          | Frontantrieb               | Frontantrieb               |
| Antriebsart, Option                        | —                                 | —                         | —                     | —                         | —                         | —                         | —                         | —                     | —                          | —                          |
| Getriebeart, Serie                         | 6-Gang-Schaltgetriebe             | 6-Gang-Schaltgetriebe     | 6-Gang-Schaltgetriebe | 6-Gang-Schaltgetriebe     | 6-Gang-Schaltgetriebe     | 6-Gang-Schaltgetriebe     | 6-Gang-Schaltgetriebe     | 6-Gang-Schaltgetriebe | 6-Gang-Schaltgetriebe      | 6-Gang-Schaltgetriebe      |
| Getriebeart, Option                        | 7-Gang-S tronic                   | 7-Gang-S tronic           | 7-Gang-S tronic       | 7-Gang-S tronic           | 7-Gang-S tronic           | 7-Gang-S tronic           | 7-Gang-S tronic           | 7-Gang-S tronic       | 7-Gang-S tronic            | 7-Gang-S tronic            |
| Leergewicht                                | 1335–1355 kg                      | 1225–1280 kg              | 1225–1275 kg          | 1225–1275 kg              | 1420 kg                   | 1250–1300 kg              | 1250–1440 kg              | 1270–1455 kg          | 1270–1455 kg               | 1275–1470 kg               |
| max. Zuladung                              | 540 kg                            | 550–560 kg                | 560 kg                | 560 kg                    | 500 kg                    | 560 kg                    | 500–560 kg                | 500–560 kg            | 500–560 kg                 | 630–730 kg                 |
| Beschleunigung, 0–100 km/h                 | 10,8 s                            | 9,7–9,9 s                 | 10,5 s                | 9,9–10,1 s                | 10,6 s                    | 9,2–9,5 s                 | 9,1–10,2 s                | 8,3–9,1 s             | 8,1–8,9 s                  | 8,1–8,9 s                  |
| Höchstgeschwindigkeit                      | 197 km/h                          | 206–211 km/h              | 193 km/h              | 198 km/h                  | 203 km/h                  | 203 km/h                  | 206–212 km/h              | 213–219 km/h          | 220–224 km/h               | 220–224 km/h               |
| Kraftstoffverbrauch auf 100 km, kombiniert | 3,2–3,3 kg Erdgas 5,0–5,2 l Super | 4,4–4,8 l Super           | 4,9–5,0 l Super       | 4,8–4,9 l Super           | 5,1–5,6 l Super           | 4,9–5,3 l Super           | 4,9–5,3 l Super           | 4,7–5,0 l Super       | 4,7–4,9 l Super            | 4,8–5,4 l Super            |
| CO2-Emission                               | 88–120 g/km                       | 103–110 g/km              | 112–115 g/km          | 110–114 g/km              | 116–126 g/km              | 114–123 g/km              | 114–124 g/km              | 109–114 g/km          | 109–114 g/km               | 110–124 g/km               |
| Abgasnorm                                  | Euro 6                            | Euro 6                    | Euro 5                | Euro 6                    | Euro 6                    | Euro 5                    | Euro 6                    | Euro 6                | Euro 6                     | Euro 6                     |

#### Ottomotoren über 110 kW (150 PS)
|                                             | e-tron (1.1)               | 1.8 TFSI                                    | 2.0 TFSI                                    | 2.0 TFSI (S3)                               | 2.0 TFSI (S3)                                      | 2.5 TFSI (RS3) (1.1)                        | 2.5 TFSI (RS3) (2.1)                        |
| ------------------------------------------- | -------------------------- | ------------------------------------------- | ------------------------------------------- | ------------------------------------------- | -------------------------------------------------- | ------------------------------------------- | ------------------------------------------- |
| Bestellzeitraum                             | 07/2014– 03/2018           | 05/2012– 04/2016                            | 05/2016– 08/2018                            | 05/2013– 04/2016                            | 05/2016– 07/2018                                   | 04/2015– 04/2016                            | 08/2017– 05/2018                            |
| Motorbaureihe                               | VW EA211                   | VW EA888                                    | VW EA888                                    | VW EA888                                    | VW EA888                                           | VW EA855                                    | VW EA855 evo                                |
| Motorkennbuchstaben                         | CUKB, CXUA                 | CJSA, CJSB                                  | CZPB                                        | CJXC                                        | CJXG, DJHA                                         | CZGB                                        | DAZA                                        |
| Motorart                                    | Ottomotor + Elektromotor   | Ottomotor                                   | Ottomotor                                   | Ottomotor                                   | Ottomotor                                          | Ottomotor                                   | Ottomotor                                   |
| Motorbauart                                 | Reihenbauart               | Reihenbauart                                | Reihenbauart                                | Reihenbauart                                | Reihenbauart                                       | Reihenbauart                                | Reihenbauart                                |
| Gemischaufbereitung                         | Direkteinspritzung         | Direkteinspritzung und Saugrohreinspritzung | Direkteinspritzung und Saugrohreinspritzung | Direkteinspritzung und Saugrohreinspritzung | Direkteinspritzung und Saugrohreinspritzung        | Direkteinspritzung und Saugrohreinspritzung | Direkteinspritzung und Saugrohreinspritzung |
| Motoraufladung                              | Turbolader                 | Turbolader                                  | Turbolader                                  | Turbolader                                  | Turbolader                                         | Turbolader                                  | Turbolader                                  |
| Nockenwellenantrieb                         | Zahnriemen                 | Steuerkette                                 | Steuerkette                                 | Steuerkette                                 | Steuerkette                                        | Steuerkette                                 | Steuerkette                                 |
| Zylinder/Ventile                            | 4/16                       | 4/16                                        | 4/16                                        | 4/16                                        | 4/16                                               | 5/20                                        | 5/20                                        |
| Hubraum                                     | 1395 cm³                   | 1798 cm³                                    | 1984 cm³                                    | 1984 cm³                                    | 1984 cm³                                           | 2480 cm³                                    | 2480 cm³                                    |
| max. Leistung bei min−1                     | 150 kW (204 PS)/5000 (3.1) | 132 kW (180 PS)/ 5100–6200 (4.1)            | 140 kW (190 PS)/ 4200–6000                  | 221 kW (300 PS)/ 5500–6200                  | 228 kW (310 PS)/ 5800–6500 (5.1)                   | 270 kW (367 PS)/ 5550–6800                  | 294 kW (400 PS)/ 5850–7000                  |
| max. Drehmoment bei min−1                   | 350 Nm/1600 (3.1)          | 250 Nm/ 1250–5000 (4.1)                     | 320 Nm/ 1500–4180                           | 380 Nm/ 1800–5500                           | 380 Nm/1800–5700 (S-tronic 400 Nm/2000–5400) (5.1) | 465 Nm/ 1625–5550                           | 480 Nm/ 1700–5850                           |
| Antriebsart, Serie                          | Frontantrieb               | Frontantrieb                                | Frontantrieb                                | Allradantrieb                               | Allradantrieb                                      | Allradantrieb                               | Allradantrieb                               |
| Antriebsart, Option                         | —                          | Allradantrieb                               | Allradantrieb                               |                                             |                                                    |                                             |                                             |
| Getriebeart, Serie                          | 6-Gang-S tronic            | 6-Gang-Schaltgetriebe                       | 6-Gang-Schaltgetriebe                       | 6-Gang-Schaltgetriebe                       | 6-Gang-Schaltgetriebe                              | 7-Gang-S tronic (DQ500)                     | 7-Gang-S tronic (DQ500)                     |
| Getriebeart, Option                         | —                          | 7-Gang-S tronic (6.1)                       | 7-Gang-S tronic (6.2)                       | 6-Gang-S tronic (7.1)                       | 7-Gang-S tronic (DQ381) (7.1)                      | —                                           | —                                           |
| Leergewicht                                 | 1615 kg                    | 1305–1615 kg                                | 1430–1630 kg                                | 1445–1695 kg                                | 1480–1710 kg                                       | 1595 kg                                     |                                             |
| max. Zuladung                               | 510 kg                     | 500–560 kg                                  | 440–560 kg                                  | 430–560 kg                                  | 500 kg                                             |                                             |                                             |
| Beschleunigung, 0–100 km/h                  | 7,6 s                      | 6,7–7,8 s                                   | 6,1–6,9 s                                   | 4,8–5,4 s                                   | 4,5–5,3 s                                          | 4,3 s                                       | 4,1 s                                       |
| Höchstgeschwindigkeit                       | 222 km/h                   | 228–242 km/h                                | 236–242 km/h                                | 250 km/h (8.1)                              | 250 km/h (8.1)                                     | 250 km/h (8.1) 280 km/h (9.1)               | 250 km/h (8.1) 280 km/h (9.1)               |
| Kraftstoffverbrauch auf 100 km, kombiniert: | 1,5–1,7 l Super            | 5,6–6,6 l Super                             | 5,7–6,3 l Super                             | 6,9–7,1 l Super Plus                        | 6,4–7,1 l Super Plus                               | 8,1 l Super Plus                            | 8,6 l Super Plus                            |
| CO2-Emission                                | 35–39 g/km                 | 130–154 g/km                                | 132–144 g/km                                | 159–165 g/km                                | 146–163 g/km                                       | 189 g/km                                    | 192 g/km                                    |
| Abgasnorm                                   | Euro 6                     | Euro 5/Euro 6 (10.1)                        | Euro 6                                      | Euro 6                                      | Euro 6                                             | Euro 6                                      | Euro 6                                      |

#### Dieselmotoren
|                                            | 1.6 TDI (1.2)            | 1.6 TDI ultra (2.2)      | 1.6 TDI                  | 1.6 TDI (2.2)            | 2.0 TDI (2.2)                                                               | 2.0 TDI                                                                     | 2.0 TDI                                                                     |
| ------------------------------------------ | ------------------------ | ------------------------ | ------------------------ | ------------------------ | --------------------------------------------------------------------------- | --------------------------------------------------------------------------- | --------------------------------------------------------------------------- |
| Bestellzeitraum                            | 08/2012–04/2014          | 08/2013–12/2015          | 04/2014–03/2017          | 03/2017–08/2018          | 05/2012–04/2014                                                             | 07/2013–08/2018                                                             | 05/2013–08/2018                                                             |
| Motorbaureihe                              | VW EA288                 | VW EA288                 | VW EA288                 | VW EA288                 | VW EA288                                                                    | VW EA288                                                                    | VW EA288                                                                    |
| Motorkennbuchstaben                        | CLHA                     | CRKB, CXXB               | DBKA                     | DDYA                     | CRBC, CRLB                                                                  | DBGA, DEJA, CRLB, DCYA                                                      | CUPA, CUNA                                                                  |
| Motorart                                   | Dieselmotor              | Dieselmotor              | Dieselmotor              | Dieselmotor              | Dieselmotor                                                                 | Dieselmotor                                                                 | Dieselmotor                                                                 |
| Motortyp                                   | Reihenbauart             | Reihenbauart             | Reihenbauart             | Reihenbauart             | Reihenbauart                                                                | Reihenbauart                                                                | Reihenbauart                                                                |
| Gemischaufbereitung                        | Common-Rail-Einspritzung | Common-Rail-Einspritzung | Common-Rail-Einspritzung | Common-Rail-Einspritzung | Common-Rail-Einspritzung                                                    | Common-Rail-Einspritzung                                                    | Common-Rail-Einspritzung                                                    |
| Motoraufladung                             | Turbolader               | Turbolader               | Turbolader               | Turbolader               | Turbolader                                                                  | Turbolader                                                                  | Turbolader                                                                  |
| Nockenwellenantrieb                        | Zahnriemen               | Zahnriemen               | Zahnriemen               | Zahnriemen               | Zahnriemen                                                                  | Zahnriemen                                                                  | Zahnriemen                                                                  |
| Zylinder/Ventile                           | 4/16                     | 4/16                     | 4/16                     | 4/16                     | 4/16                                                                        | 4/16                                                                        | 4/16                                                                        |
| Hubraum                                    | 1598 cm³                 | 1598 cm³                 | 1598 cm³                 | 1598 cm³                 | 1968 cm³                                                                    | 1968 cm³                                                                    | 1968 cm³                                                                    |
| max. Leistung bei min−1                    | 77 kW (105 PS)/3000–4000 | 81 kW (110 PS)/3200–4000 | 81 kW (110 PS)/3200–4000 | 85 kW (116 PS)/3250–4000 | 110 kW (150 PS)/3500–4000                                                   | 110 kW (150 PS)/3500–4000                                                   | 135 kW (184 PS)/3500–4000                                                   |
| max. Drehmoment bei min−1                  | 250 Nm/1500–2750         | 250 Nm/1500–3000         | 250 Nm/1500–3000         | 250 Nm/1500–3200         | 320 Nm/1750–3000                                                            | 340 Nm/1750–3000                                                            | 380 Nm/1750–3250                                                            |
| Antriebsart, Serie                         | Frontantrieb             | Frontantrieb             | Frontantrieb             | Frontantrieb             | Frontantrieb                                                                | Frontantrieb                                                                | Frontantrieb                                                                |
| Antriebsart, Option                        | —                        | —                        | —                        | —                        | Allradantrieb                                                               | Allradantrieb                                                               | Allradantrieb                                                               |
| Getriebeart, Serie                         | 6-Gang-Schaltgetriebe    | 6-Gang-Schaltgetriebe    | 6-Gang-Schaltgetriebe    | 6-Gang-Schaltgetriebe    | 6-Gang-Schaltgetriebe                                                       | 6-Gang-Schaltgetriebe                                                       | 6-Gang-Schaltgetriebe                                                       |
| Getriebeart, Option                        | 7-Gang-S tronic          | —                        | 7-Gang-S tronic (2.2)    | 7-Gang-S tronic (2.2)    | bis 04/2017: 6-Gang-S tronic (DQ250); seit 05/2017: 7-Gang-S tronic (DQ381) | bis 04/2017: 6-Gang-S tronic (DQ250); seit 05/2017: 7-Gang-S tronic (DQ381) | bis 04/2017: 6-Gang-S tronic (DQ250); seit 05/2017: 7-Gang-S tronic (DQ381) |
| Leergewicht                                | 1305–1365 kg             | 1280–1330 kg             | 1305–1495 kg             | 1305–1370 kg             | 1355–1475 kg                                                                | 1350–1615 kg                                                                | 1365–1665 kg                                                                |
| max. Zuladung                              | 560 kg                   | 550–560 kg               | 500–560 kg               | 550–560 kg               | 550–560 kg                                                                  | 500–560 kg                                                                  | 500–560 kg                                                                  |
| Beschleunigung, 0–100 km/h                 | 10,7–10,9 s              | 10,5–10,7 s              | 10,5–11,4 s              | 10,2–10,4 s              | 8,3–8,7 s                                                                   | 8,2–8,9 s                                                                   | 6,8–7,9 s                                                                   |
| Höchstgeschwindigkeit                      | 195–198 km/h             | 200–203 km/h             | 200–203 km/h             | 202–205 km/h             | 213–220 km/h                                                                | 213–224 km/h                                                                | 230–241 km/h                                                                |
| Kraftstoffverbrauch auf 100 km, kombiniert | 3,8–3,9 l Diesel         | 3,2–3,3 l Diesel         | 3,8–3,9 l Diesel         | 3,9–4,2 l Diesel         | 4,1–4,7 l Diesel                                                            | 4,0–4,8 l Diesel                                                            | 4,1–4,9 l Diesel                                                            |
| CO2-Emission                               | 99–102 g/km              | 85–88 g/km               | 99–104 g/km              | 102–109 g/km             | 106–122 g/km                                                                | 105–125 g/km                                                                | 108–129 g/km                                                                |
| Abgasnachbehandlung, PM                    | Dieselrußpartikelfilter  | Dieselrußpartikelfilter  | Dieselrußpartikelfilter  | Dieselrußpartikelfilter  | Dieselrußpartikelfilter                                                     | Dieselrußpartikelfilter                                                     | Dieselrußpartikelfilter                                                     |
| Abgasnorm                                  | Euro 5                   | Euro 6 (3.2)             | Euro 6                   | Euro 6                   | Euro 5                                                                      | Euro 6                                                                      | Euro 6                                                                      |

### WLTP-Fahrzyklus ab 2018

#### Ottomotoren
|                                            | 30 TFSI (1.3)            | 30 g-tron (2.3)          | 35 TFSI                   | 40 TFSI                   | 40 e-tron (2.3)                 | 2.0 TFSI (S3)             | 2.5 TFSI (RS3) (1.3)                        |
| ------------------------------------------ | ------------------------ | ------------------------ | ------------------------- | ------------------------- | ------------------------------- | ------------------------- | ------------------------------------------- |
| Bauzeitraum                                | 08/2018–02/2020          | 03/2019–02/2020          | 09/2018–02/2020           | 01/2019–02/2020           | 10/2019–02/2020                 | 11/2018–05/2020           | 02/2019–07/2020                             |
| Motorkennbuchstabe                         | DKRF                     | DHFA                     | DPCA                      | DKZA                      | DGEA                            | DNUE                      | DNWA                                        |
| Motorbaureihe                              | VW EA211                 | VW EA211evo              | VW EA211evo               | VW EA888                  | VW EA211                        | VW EA888                  | VW EA855 evo                                |
| Motorart                                   | Ottomotor                | Ottomotor                | Ottomotor                 | Ottomotor                 | Ottomotor + Elektromotor        | Ottomotor                 | Ottomotor                                   |
| Motortyp                                   | Reihenbauart             | Reihenbauart             | Reihenbauart              | Reihenbauart              | Reihenbauart                    | Reihenbauart              | Reihenbauart                                |
| Gemischaufbereitung                        | Direkteinspritzung       | Direkteinspritzung       | Direkteinspritzung        | Direkteinspritzung        | Direkteinspritzung              | Direkteinspritzung        | Direkteinspritzung und Saugrohreinspritzung |
| Motoraufladung                             | Turbolader               | Turbolader               | Turbolader                | Turbolader                | Turbolader                      | Turbolader                | Turbolader                                  |
| Nockenwellenantrieb                        | Zahnriemen               | Zahnriemen               | Zahnriemen                | Zahnriemen                | Zahnriemen                      | Zahnriemen                |                                             |
| Zylinder/Ventile                           | 3/12                     | 4/16                     | 4/16                      | 4/16                      | 4/16                            | 4/16                      | 5/20                                        |
| Hubraum                                    | 999 cm³                  | 1498 cm³                 | 1498 cm³                  | 1984 cm³                  | 1395 cm³                        | 1984 cm³                  | 2480 cm³                                    |
| max. Leistung bei min−1                    | 85 kW (116 PS)/5000–5500 | 96 kW (131 PS)/5000–6000 | 110 kW (150 PS)/5000–6000 | 140 kW (190 PS)/4200–6000 | 150 kW (204 PS)/5000–6000 (3.3) | 221 kW (300 PS)/5300–6500 | 294 kW (400 PS)/5850–7000                   |
| max. Drehmoment bei min−1                  | 200 Nm/2000–3500         | 200 Nm/1400–4000         | 250 Nm/1500–3500          | 320 Nm/1500–4100          | 350 Nm/1600–3500 (3.3)          | 400 Nm/2000–5200          | 480 Nm/1950–5850                            |
| Antriebsart, Serie                         | Frontantrieb             | Frontantrieb             | Frontantrieb              | Allradantrieb             | Frontantrieb                    | Allradantrieb             | Allradantrieb                               |
| Antriebsart, Option                        | —                        | —                        | —                         | —                         | —                               | —                         | —                                           |
| Getriebeart, Serie                         | 6-Gang-Schaltgetriebe    | 7-Gang-S tronic          | 6-Gang-Schaltgetriebe     | 7-Gang-S tronic           | 6-Gang-S tronic                 | 7-Gang-S tronic           | 7-Gang-S tronic                             |
| Getriebeart, Option                        | —                        | —                        | 7-Gang S tronic           | —                         | —                               | —                         | —                                           |
| Leergewicht                                | 1265–1290 kg             | 1385 kg                  | 1325–1500 kg              | 1490–1665 kg              | 1630 kg                         | 1565 kg                   | 1605–1610 kg                                |
| Beschleunigung, 0–100 km/h                 | 9,9 s                    | 9,4 s                    | 8,2–8,9 s                 | 6,2–6,9 s                 | 7,6 s                           | 4,7 s                     | 4,1 s                                       |
| Höchstgeschwindigkeit                      | 206–211 km/h             | 211 km/h                 | 220–224 km/h              | 236–242 km/h              | 222 km/h                        | 250 km/h                  | 250 km/h 280 km/h (4.3)                     |
| Kraftstoffverbrauch auf 100 km, kombiniert | 5,7–6,6 l Super          | 4,2–4,4 kg CNG           | 6,3–7,0 l Super           | 7,3–8,0 l Super           | 1,9–2,0 l Super                 | 7,9–8,5 l Super Plus      | 9,4 l Super Plus                            |
| CO2-Emission                               | 129–150 g/km             | 114–12 g/km              | 144–159 g/km              | 164–181 g/km              | 43–46 g/km                      | 180–193 g/km              | 213 g/km                                    |
| Tankinhalt, ca.                            | 50 l                     | 17,3 kg                  | 50 l                      | 55 l                      | 40 l                            | 55 l                      | 55 l                                        |
| Abgasnachbehandlung, PM                    | Ottopartikelfilter       | Ottopartikelfilter       | Ottopartikelfilter        | Ottopartikelfilter        | Ottopartikelfilter              | Ottopartikelfilter        | Ottopartikelfilter                          |
| Abgasnorm                                  | Euro 6d-TEMP-EVAP-ISC    | Euro 6d-TEMP-EVAP-ISC    | Euro 6d-TEMP-EVAP-ISC     | Euro 6d-TEMP-EVAP-ISC     | Euro 6d-ISC                     | Euro 6d-TEMP-EVAP-ISC     | Euro 6d-TEMP-EVAP-ISC                       |

#### Dieselmotoren
|                                            | 30 TDI (1.4)             | 35 TDI (1.4)              | 40 TDI (1.4)              |
| ------------------------------------------ | ------------------------ | ------------------------- | ------------------------- |
| Bauzeitraum                                | 08/2018–02/2020          | 11/2018–02/2020           | 02/2019–02/2020           |
| Motorkennbuchstabe                         | DGTE                     | DBGA, DEJA, DFGA          | DGCA, DJGA                |
| Motorbaureihe                              | VW EA288                 | VW EA288                  | VW EA288                  |
| Motortyp                                   | Reihenbauart             | Reihenbauart              | Reihenbauart              |
| Gemischaufbereitung                        | Common-Rail-Einspritzung | Common-Rail-Einspritzung  | Common-Rail-Einspritzung  |
| Motoraufladung                             | Turbolader               | Turbolader                | Turbolader                |
| Nockenwellenantrieb                        | Zahnriemen               | Zahnriemen                | Zahnriemen                |
| Zylinder/Ventile                           | 4/16                     | 4/16                      | 4/16                      |
| Hubraum                                    | 1598 cm³                 | 1968 cm³                  | 1968 cm³                  |
| max. Leistung bei min−1                    | 85 kW (116 PS)/3250–4000 | 110 kW (150 PS)/3500–4000 | 135 kW (184 PS)/3500–4000 |
| max. Drehmoment bei min−1                  | 250 Nm/1750–3200         | 340 Nm/1750–3000          | 380 Nm/1750–3250          |
| Antriebsart, Serie                         | Frontantrieb             | Frontantrieb              | Allradantrieb             |
| Antriebsart, Option                        | —                        | —                         | —                         |
| Getriebeart, Serie                         | 6-Gang-Schaltgetriebe    | 7-Gang-S tronic           | 7-Gang-S tronic           |
| Getriebeart, Option                        | 7-Gang-S tronic          | —                         | —                         |
| Leergewicht                                | 1365–1395 kg             | 1440 kg                   | 1550 kg                   |
| Beschleunigung, 0–100 km/h                 | 10,4 s                   | 8,1 s                     | 6,8 s                     |
| Höchstgeschwindigkeit                      | 205–211 km/h             | 218 km/h                  | 230 km/h                  |
| Kraftstoffverbrauch auf 100 km, kombiniert | 4,2–4,7 l Diesel         | 5,3–6,0 l Diesel          | 6,1–6,8 l Diesel          |
| CO2-Emission                               | 135–150 g/km             | 139–157 g/km              | 160–179 g/km              |
| Tankinhalt, ca.                            | 50 l                     | 50 l                      | 55 l                      |
| Abgasnachbehandlung, PM                    | Dieselrußpartikelfilter  | Dieselrußpartikelfilter   | Dieselrußpartikelfilter   |
| Abgasnachbehandlung, NOX                   | SCR-Katalysator          | SCR-Katalysator           | SCR-Katalysator           |
| Abgasnorm                                  | Euro 6d-TEMP-EVAP-ISC    | Euro 6d-TEMP-EVAP-ISC     | Euro 6d-TEMP-EVAP-ISC     |